# ネイチャーアクアリウム
ネイチャーアクアリウムは水草水槽及び水草レイアウトの一様式である。
アクアデザインアマノの天野尚が提唱し、現在では世界水草水槽コンテストをはじめとして大きな影響力を持っている。

## 概要
ネイチャーアクアリウムは「自然から学び 自然を創る」というように自然の意匠を取り入れたアクアリウムであるが、ビオトープアクアリウムやワイルドアクアリウムのように自然環境をそのまま再現するのではなく、自然をコンセプトとしながら侘び寂びをはじめとした自然の美しさを取り入れることに重点を置いている。また、ダッチアクアリウムでは植物一種一種の群生美、アクアートでは植物一種一種の草姿の組み合わせを楽しむのに対し、ネイチャーアクアリウムでは植物と素材が織りなす景観美を表現する傾向が強い。
レイアウトに関する規則が非常に少ないことからレイアウトの自由度が高く、様々な形式が派生しつつある。そのため、海外ではしばしばネイチャーアクアリウムというくくりではなく、Japanese styleやZen styleと呼ばれたり、その表現する景観のタイプがあたかも別ジャンルであるかのように扱われることがある。

## 自然とネイチャーアクアリウム
提唱者の天野尚は「風景を見る、そして自然から学ぶことが大切」としている。またいっぽうで、ネイチャーアクアリウムは自然をそのまま切り取ったものでもない。ネイチャーアクアリウムは自然そのものを創るのではなく、自然を創ろうと想像力と創造力を働かせることにより作られる、自然と人間の創造性の融合したものである。また、ネイチャーアクアリウムの手本となる「自然」は里山のような人間の手の入った地域か原生林か…ということよりも、作者の感性に触れることのほうが重要である。

写真家として日本だけでなくアフリカやアマゾンまで世界を旅した天野尚は、自身で撮ってきた数々の自然風景を脳内に蓄積し、そのイメージと感性を作品に昇華させた。そのため天野自身も「侘び寂びという世界は茶室や庭園ではなく、風景写真の中から見出していた」と発言している。 また、侘び寂びは概念的な「自然体の美しさ」であり、言葉で説明するよりその美しさを心で感じることが大切であるととらえていた。ネイチャーアクアリウムは「侘び寂び」をはじめとした日本文化の影響を強く受けた、日本庭園をベースとした水草レイアウトとしばしば紹介されることもあるが、西洋庭園の影響が色濃いダッチアクアリウムやそれを取り入れつつ日本庭園の要素を取り込んだアクアートとはアプローチが大きく異なることがうかがえる。一方で、こうした侘び寂びの心はあくまで自身のレイアウトの手法のひとつであり、ネイチャーアクアリウムはこうした観点に囚われすぎず自由に自分が思うように作ればよいとする。

## ネイチャーアクアリウムの管理
ネイチャーアクアリウムの水草栽培理論は製品開発だけでなく、現在の水草水槽の管理に大きな影響を与えている。これは水草の栽培理論が日本では殆ど確立されておらず、使い捨てのような状態が続いていた1980年代に天野尚自身が独学で研究した内容に基づいている例を挙げると、水槽内では魚の糞により窒素やリンが過剰になる一方で、カリウムは不足しがちであり、これを液肥で補って葉面吸収させることなどが挙げられる。
現在のネイチャーアクアリウムではコンテストへの出品の都合からか、数か月で完成し、1~2年で大きく作り変えるものが目立つ。これは年単位で作り上げるダッチアクアリウムとは大きく異なる点である。しかしながら、ネイチャーアクアリウムも元来年単位で成熟していくものであり、時間が経過することによって生み出される美しさがある。
ソイルの欠点として寿命が短く時間がたつと水草の生育が鈍ることが挙げられるが、製造元のアクアデザインアマノはパワーサンドなどの底床素材の併用により回避・軽減できるとしている。また、いまでこそネイチャーアクアリウムは水槽の安定と水草の生育が速いアクアソイルを用いて作られることが多いが、元々は大磯砂などの砂質で作られていたことからわかるように、ネイチャーアクアリウムだからとソイルを使わねばならないわけでもない。